# Alectra alectroides
Alectra alectroides là loài thực vật có hoa thuộc họ Cỏ chổi. Loài này được (S.Moore) Melch. mô tả khoa học đầu tiên năm 1940.